# Hans Peter Eggertz
Hans Peter Eggertz, född 26 maj 1781 i Stora Kopparbergs socken nära Falun, död 13 juni 1867 i Falun, var en svensk ämbetsman vid bergsbruket och kemist, farbror till Viktor Eggertz.

## Biografi
Eggertz föddes 26 maj 1781 på Gammelberget i Stora Kopparbergs socken. Han var son till bergsmannen Daniel Eggertz och Brita Christina Hellsén. Eggertz blev student vid Uppsala universitet 1798, tog hovrättsexamen 1801 och bergsexamen 1806, övertog 1809, tillsammans med K.F. Linderholm, apoteket i Falun och blev 1812 tillförordnad geschworner vid Falu koppargruva. Tillsammans med Johan Gottlieb Gahn och Johan Magnus af Nordin anlade han 1816 en mindre nysilverfabrik i Falun och förestod den till 1821, då den förstördes av en brand. Han anlade också tillsammans med bland andra Gahn och Jöns Jacob Berzelius en kemisk fabrik vid Gripsholm, där han fortsatte till slutet av 1822 (fabriken brann ned i augusti 1826). I egenskap av brukande bergsman hade han även (1816-62) en kopparhytta i Falun.
Åren 1816-45 var Eggertz geschworner för Västmanland och Dalarna och förrättade också under denna tid uppdrag vid Torsåkers, Persbergs, Tabergs gruvors, Utö gruvor och Dalkarlsbergs malmfält. I Dalkarlsber fick han till stånd ett sambruk av alla de tidigare små lotterna. År 1809 blev han medlem av den så kallade Avestadirektionen, också kallad styrelsen för Falu bergslags enskilda verk. 1819 invaldes han i Vetenskapsakademien och 1829 erhöll han Jernkontorets stora medalj i guld.
Smärre uppsatser av Eggertz finns i "Afhandlingar i fysik, kemi och mineralogi" (del 4 och 5, 1815 och 1818) samt i "Jernkontorets annaler" (1820 och 1823).